# Capetoxotus rugosus
Capetoxotus rugosus là một loài bọ cánh cứng trong họ Cerambycidae.